# Day26
Day26 est un groupe de RnB fondé à la quatrième saison de l'émission Making The Band de 2007 sur MTV aux États-Unis. Le groupe est composé de Brian Andrews, Michael McCluney, Qwanell Mosley, Robert Curry & Willie Taylor.

## Discographie

### Albums
| Année | Albums           | Chart positions | Chart positions | Chart positions |
| Année | Albums           | U.S.            | R&B             | UWC             |
| ----- | ---------------- | --------------- | --------------- | --------------- |
| 2008  | Day26            | 1               | 1               | 4               |
| 2009  | Forever In A Day |                 |                 |                 |

### Singles
- "Got Me Going" (Day26)
- "Since You've Been Gone"  (Day26)
- "Come With Me"  (Day26)
- "Imma Put In On Her" (feat. P.Diddy & Yung Joc)
- "Stadium Music"
- "Just getting started"
- "Tellin me nothin"
- "Shawty Wassup" (feat t-pain)
- "Dizzy"
- "Made Love Lately"

## Producteurs
P.Diddy, Mario Winans, Bryan Michael Cox, The Runners, Jim Beanz, Adonis, Danja

## Récompenses & Nominations
- BET Awards
  - 2008, Best Group (nommé)
- Teen Choice Awards
  - 2008, Choice Breakout Group (nommé)

### Collaborations
- 2008: "Ain't Going" feat. Donnie Klang et Danity Kane